# Juliette and The Licks
Juliette and the Licks es una banda de rock estadounidense fundada en el 2003, liderada por la actriz Juliette Lewis (voz). Otros miembros de la banda son, los guitarristas Craig Fairbaugh y Kemble Walters, el bajista Jason Womack y el baterista Ed Davis. Sus canciones populares incluyen «You're Speaking My Language», «Sticky Honey» y «Hot Kiss». La banda se separó en 2009, y regresó en 2015.
La banda se formó en 2003 por Lewis, Patty Schemel, Todd Morse y Paul III. Las canciones «You're Speaking My Language» y «Got Love To Kill», alcanzaron la posición 35 y 56 en la lista de venta de sencillos de Reino Unido, respectivamente. De su segundo disco, se extrajeron los sencillos «Hot Kiss» y «Sticky Honey». El grupo ha actuado en diversos festivales españoles, tales como Azkena Rock Festival 2005, en Vitoria (Álava), en el Bilbao Live Festival 2007, en el Festival Eólica 2008 en Tenerife y en la Fiesta Mayor de primavera 2008 en Lérida.

## Discografía

### LP
- 2005: You're Speaking My Language
- 2006: Four on the Floor

### EP
- 2004: ...Like A Bolt Of Lightning

## Miembros
- Juliette Lewis – voz solista, producción (2003–2009, 2015–presente)
- Todd Morse – guitarra solista, coros (2003–2008, 2015–presente)
- Jason Womack – bajo (2006–2009, 2015–presente)
- Kemble Walters - guitarra rítmica (2006-2007, 2015–presente)
- Ed Davis – batería (2006–2009, 2015–presente)

### Antiguos miembros
- Craig Fairbaugh – guitarra solista (2008–2009)
- Paul Ill – bajo (2003–2006) – teclado, sintetizador, piano rhodes, coros, (2006–2007)
- Patty Schemel – batería (2003–2004)
- Jason Morris – batería (2004–2006)
- Emilio Cueto – guitarra rítmica (2007–2009)

### Músicos de sesión
- Dave Grohl – batería en Four on the Floor (2006)

### Miembros para el directo
- Brad Wilk – batería (2016)
- Juan Alderete - bajo (2016)